# Michael Lichtenegger
Michael Lichtenegger (30 agosto 1971) è un ex sciatore alpino austriaco.

## Biografia
Specialista delle prove veloci originario di Bad Goisern am Hallstättersee, in Coppa del Mondo Lichtenegger ottenne il primo piazzamento l'11 dicembre 1992 in Val Gardena in discesa libera (40º) e il miglior risultato il giorno successivo nelle medesime località e specialità (5º); sempre in discesa libera prese per l'ultima volta il via in Coppa del Mondo, il 21 gennaio 1995 a Wengen (35º), e conquistò l'ultimo podio in Coppa Europa, il 10 dicembre dello stesso anno in Val Gardena (2º). Si ritirò al termine di quella stessa stagione 1995-1996 e la sua ultima gara fu il supergigante dei Campionati austriaci 1996, disputato il 20 marzo a Innerkrems e chiuso da Lichtenegger al 29º posto; non prese parte a rassegne olimpiche o iridate.

## Palmarès

### Coppa del Mondo
- Miglior piazzamento in classifica generale: 65º nel 1993

### Coppa Europa
- 1 podio (dati dalla stagione 1994-1995):
  - 1 secondo posto